# Soldiers of Fortune (film 1914)
Soldiers of Fortune è un film muto del 1914 diretto da William F. Haddock (alcune fonti accreditano come regista Augustus Thomas e Haddock come suo assistente). Fu l'esordio sullo schermo di Dustin Farnum, attore che, di lì a poco, sarebbe diventato una star con il suo secondo film, The Squaw Man di Cecil B. DeMille. Gli altri interpreti erano John St. Polis, Jack Pratt, Helen Lutrell, Winthrop Chamberlain.
Il soggetto, basato sulla guerra ispano-americana, è tratto dall'omonimo romanzo del 1897 di Richard Harding Davis e dall'omonimo lavoro teatrale di Augustus Thomas, andato in scena in prima al Savoy Theatre di New York il 17 marzo 1902.

Il film venne rifatto nel 1919 con  Soldiers of Fortune diretto da Allan Dwan e interpretato da Wallace Beery e Norman Kerry.

## Trama
Recatosi in Sudamerica su incarico di Ted Langham per aprire una miniera di ferro, l'ingegnere Robert Clay si trova coinvolto in una guerra che vede contrapposto il generale Mendoza contro il presidente del paese, Alvarez.

## Produzione
Il film fu prodotto dalla All Star Feature Film Corp. che all'epoca operava negli studi di Yonkers, prima di trasferirsi, nell'estate 1914, a Fort Lee. Parte delle riprese furono girate a Santiago di Cuba.

## Distribuzione
Il film uscì nelle sale cinematografiche statunitensi il 1º gennaio 1914.